# Sonic the Hedgehog (16 бит)
Sonic the Hedgehog (яп. ソニック・ザ・ヘッジホッグ Соникку дза Хэдзихоггу, рус. «Ёж Соник») — видеоигра в жанре платформер, в которой впервые появился персонаж ёж Соник, и с которой началась карьера её разработчика Sonic Team, одного из подразделений корпорации Sega. Игра была выпущена летом 1991 года для консоли Sega Mega Drive/Genesis и позже была портирована на различные игровые платформы нескольких поколений и входила в десятки сборников. По сюжету ёж Соник хочет помешать злодею доктору Роботнику заполучить драгоценные камни Изумруды Хаоса и освободить своих друзей от роботов-врагов.
Разработка Sonic the Hedgehog началась в 1990 году и была поручена команде Sonic Team, первоначально состоящей из семи человек. Руководство издательства Sega поручило разработать игру, тираж которой составил бы более миллиона экземпляров, и персонажа, который мог бы стать талисманом компании. Было предложено множество различных вариантов дизайна главного героя, но в конечном итоге разработчики остановились на ёжике синего цвета по имени Соник, созданным художником Наото Осимой. Программированием Sonic the Hedgehog занимался Юдзи Нака, а музыку написал Масато Накамура.
Игра стала продаваться вместе с консолью Mega Drive/Genesis, сменив аркаду Altered Beast. После выхода Sonic the Hedgehog получила восторженные отзывы от критиков. Игру хвалили за скоростное прохождение, дизайн и музыкальное сопровождение. В Sonic the Hedgehog присутствовало множество новых элементов, которые только подогревали её популярность во время 16-битной эры, и позволили консоли быстро завоевать популярность в Северной Америке и Европе. В 1992 году был выпущен сиквел — Sonic the Hedgehog 2.

## Игровой процесс
Sonic the Hedgehog выполнена в двухмерной графике. По сюжету, главный герой игры — ёж по имени Соник — впервые встречается со злодеем доктором Роботником, который стремится захватить власть над всем миром. Учёный использует разных зверей для создания своих роботов, называемых бадниками (англ. Badnik), и пытается заполучить шесть мистических драгоценных камней, Изумрудов Хаоса, чтобы ещё больше усилить своё могущество. Соник стремится освободить своих друзей, уничтожить машины Роботника, получить камни первым и нарушить планы злодея.
Игроку предстоит пройти шесть разнообразных игровых зон («Green Hill», «Marble», «Spring Yard», «Labyrinth», «Star Light» и «Scrap Brain»), каждая из которых поделена на три акта и заполнена определёнными врагами-роботами. Если на пути не встречаются препятствия, Соник быстро набирает скорость. При достаточно быстром беге ёжик без проблем преодолевает мёртвые петли, а при сворачивании в колючий клубок он ещё быстрее скатывается со склонов и может пробить стены в труднодоступных местах, но медленно поднимается в гору. Также Соник сворачивается в шар во время прыжка для атаки врагов-роботов. За каждого ликвидированного врага игроку начисляются очки. Значительно ограничивает скорость движения главного героя вода. Если игрок проходит уровень под водой, то у него ограничен запас воздуха: если долго не выпрыгивать на поверхность или не касаться пузырей с воздухом, персонаж утонет. Прохождение каждого акта ограничено десятью минутами; в зависимости от затраченного на прохождение времени в конце акта игроку присуждаются бонусные очки. В случае смерти Соника прохождение игры начинается заново, либо с контрольной точки. Дойдя до конца первых двух актов зоны, игрок должен отметить их завершение, коснувшись таблички с изображением доктора Роботника; в конце третьего акта игрока ждёт сражение с боссом — самим Роботником, управляющим разнообразными боевыми машинами.
Одним из важнейших элементов игр о Сонике являются золотые кольца. Они служат защитой от врагов, а при сборе 100 штук даётся дополнительная жизнь. Если Сонику будет нанесён урон, то он потеряет все кольца, а без них при повторном нападении персонаж может погибнуть. Выпавшие при атаке кольца можно собрать, но не больше 20 штук и в течение ограниченного времени, так как эти кольца вскоре исчезают. На уровнях также разбросаны бонусы, хранящиеся в специальных мониторах — например, временная неуязвимость или одна дополнительная жизнь.
Когда Соник заканчивает первый или второй акт зоны минимум с 50 кольцами, появляется возможность перейти в один из шести бонусных уровней — «Special Stages» — путём прыжка в большое кольцо в конце акта. Это сюрреалистические пространства, представляющие собой лабиринт из блоков, который вращается вокруг своей оси. В нём есть Изумруд Хаоса, а задачей Соника является добраться до него, не коснувшись блока с надписью «Goal». В случае сбора 50 колец на бонусном уровне Сонику даётся дополнительное продолжение (возможность продолжить игру при потере всех жизней). Если собраны все шесть Изумрудов Хаоса, то в конце игры будет показана «хорошая» концовка. В этой игре всего шесть изумрудов, в то время как в последующих частях серии их семь.

## Разработка игры
Работа над созданием Sonic the Hedgehog началась в апреле 1990 года в подразделении издательства Sega под названием AM8 (позже переименованном в Sonic Team). Группе, состоявшей первоначально из семи человек, поручили разработать игру, которая смогла бы конкурировать с серией Mario от Nintendo, а заодно и заменить талисмана Алекса Кидда на другого героя. Глава компании, Хаяо Накаяма, хотел видеть будущего персонажа популярным как Микки Маус. Sega в 1988 году выпустила консоль Mega Drive (Genesis в США). Хотя Sega и создавала специально для неё новые проекты и портировала старые с аркадных автоматов, но в то время приставка не могла на равных конкурировать с Nintendo и её консолями — NES и SNES.
Команда решила разработать игру с необычным игровым процессом и персонажем. Художниками было предложено несколько вариантов главного героя — это были летяга, кролик, броненосец, ёж, двойник американского президента Теодора Рузвельта и другие. В итоге AM8 решила остановиться на ёжике по имени Нидлмаус (Харинэдзуми в Японии), созданном Наото Осимой и позже переименованном в Соника. В дальнейшем броненосцу разработчики дали имя Майти, и его дебют состоялся в игре SegaSonic the Hedgehog, а кролика переделали в антропоморфного метеора Ристара, который впервые появился в одноимённой игре Ristar. Дизайн Соника Осиму вдохновили кот Феликс и Микки Маус. Голубой цвет главного героя был выбран для того, чтобы он соответствовал логотипу компании кобальтового синего цвета, а ботинки персонажа были нарисованы под влиянием обуви Майкла Джексона с добавлением красного цвета, заимствованного у Санта-Клауса и противоположного цветам обложки альбома Джексона Bad. Личность персонажа основывалась на оптимистичном впечатлении от репортажа о будущем американском президенте Билле Клинтоне. Большинству сотрудников Соник казался маленьким ребёнком, в то время как Осима считал его взрослым. В игру планировалось включить девушку по имени Мадонна и рок-группу, но в Sega эти замыслы сочли неподходящими для детской аудитории и вскоре они были отвергнуты. Образ двойника Теодора Рузвельта был использован для создания главного злодея игры — доктора Роботника (в Японии его назвали доктором Эггманом). Разработчики видели соперничество Соника и Роботника как борьбу природы с технологическим прогрессом.
Программистом Sonic the Hedgehog стал Юдзи Нака, принимавший ранее участие в создании платформера Ghouls 'n Ghosts и серии игр Phantasy Star. Он не стал использовать блочную структуру уровней, как это было в других играх, а разработал алгоритм, позволяющий спрайту плавно двигаться по извилистой трубе. Эта концепция с незначительными изменениями была принята Наото Осимой и ведущим дизайнером Хирокадзу Ясухарой. При создании игрового процесса Нака использовал идеи в работах Сигэру Миямото. Программист хотел упростить управление, чтобы на геймпаде достаточно было нажимать только крестовину и кнопку прыжка. Команда разработчиков решила создавать реалистичные уровни, по которым Соник проносился бы с большой скоростью, чтобы привлечь внимание опытных игроков. Под влиянием работ художника Эйдзина Судзуки дизайнеры использовали яркую цветовую палитру.
На создание первого уровня «Green Hill» разработчиков вдохновили разнообразные ландшафты Калифорнии, а сама разработка локации заняла шесть месяцев. На уровне «Special Stage» был применён эффект вращения, ранее не использовавшийся в играх для Mega Drive/Genesis. Также была запланирована поддержка мультиплеера, где должна была использоваться технология разделённого экрана, но Юдзи Нака не смог вовремя реализовать в этом проекте данную функцию, и она появилась в сиквеле игры — Sonic the Hedgehog 2. В течение нескольких месяцев Нака, Осима и Ясухара работали над игрой по 19 часов в сутки.
Демоверсия Sonic the Hedgehog с уровнем «Green Hill» была продемонстрирована на выставках Tokyo Toy Show и Consumer Electronics Show. После окончания разработки игра тщательно тестировалась. Всего было приглашено восемь человек, и, по словам программиста Юдзи Наки, во время проверки у них часто болела голова от неожиданно большой скорости прохождения игры. Над обложкой для Sonic the Hedgehog трудился художник Акира Ватанабэ. Разработчики попросили его создать «оригинальный» и «стильный» дизайн упаковки, на которой персонаж должен выглядеть красочно и аккуратно.
Во время локализации игры американское подразделение поначалу скептически отнеслось к Sonic the Hedgehog, а её сотрудники во главе с Майклом Катцем не верили, что главным персонажем и будущим талисманом станет ёжик Соник. Однако ситуация изменилась после прихода в Sega бывшего президента Mattel Томаса «Тома» Калински. Он принял решение продолжить локализацию, так как считал, что высокая скорость прохождения и прекрасная графика игры, в сочетании с новым персонажем-талисманом, поможет увеличить продажи консоли. В японском головном офисе Sega не понравилась идея продавать Sonic the Hedgehog в комплекте с Mega Drive/Genesis, сменив другую игру — Altered Beast, однако Калински проигнорировал мнение начальства и всё-таки пошёл на рискованный шаг. Игра вышла во всём мире летом 1991 года.
После выхода Sonic the Hedgehog команда разработчиков была недовольна жёсткой корпоративной политикой Sega, и большинство сотрудников, в том числе Юдзи Нака и Хирокадзу Ясухара, переехали в США, чтобы работать в Sega Technical Institute.

## Версии и выпуски

### 8-битная версия
Осенью 1991 года состоялся выход Sonic the Hedgehog для консолей Master System и Game Gear. Игра разрабатывалась компанией Ancient при поддержке Sega. Данная версия имеет схожий с оригиналом игровой процесс и сюжет, но специально для неё было создано несколько новых уровней. Контрольные точки, в которых автоматически сохраняется игра, чтобы не переигрывать уровень с начала в случае гибели Соника, заменены мониторами. Для сохранения нужно прыгнуть на монитор. Если персонаж получает повреждения, то кольца теряются и не могут быть собраны повторно. Саундтрек 8-битной версии был написан чиптюн-музыкантом Юдзо Косиро. По его словам, он старался сохранить ощущение оригинальной музыки из 16-битной версии, однако использовал только три фрагмента музыки из оригинала, в то время как остальной саундтрек полностью был написан им.
Sonic the Hedgehog стала последней игрой для Master System, выпущенной в Северной Америке. В 2013 году она была переиздана на Wii и Nintendo 3DS на Virtual Console, а также появлялась на PC и GameCube в качестве мини-игры в Sonic Adventure DX: Director’s Cut.

### Sonic the Hedgehog Genesis
В рамках празднования 15-летия оригинальной игры, компания Sega выпустила в 2006 году для американского рынка проект Sonic the Hedgehog Genesis. Он был издан для карманной консоли Game Boy Advance. Эта версия отличается от оригинала функцией сохранения и режимом «Anniversary Mode», добавляющий приём spin dash (разгон на месте). Графическая составляющая игры осталась нетронутой (за исключением перерисованного спрайта Соника), но само изображение было немного увеличено. После выхода ремейк получил крайне негативные отзывы от критиков и игроков за медленную частоту кадров, плохое воспроизведение музыки, низкое качество звука и различные программные ошибки.

### Переиздания и сборники
Помимо оригинальной версии на Mega Drive/Genesis, существует много портов и версий игры для консолей различных поколений. Sonic the Hedgehog была издана для аркадных автоматов, мобильных телефонов, смартфонов, и сервисов цифровой дистрибуции. В 2013 году для устройств с операционными системами Android и iOS состоялся выход ремейка игры. Она отличается от оригинала новой графикой, использованием нового движка, появлением приёма spin dash и возможностью играть за персонажей лисёнка Тейлза и ехидну Наклза.
Sonic the Hedgehog не раз переиздавалась в различных сборниках для игровых консолей и ПК. Она появилась в сборнике Sonic Compilation для Mega Drive/Genesis (1995), Sonic Jam для Sega Saturn и Game.com (1997), Sonic Mega Collection (2002), Sonic Mega Collection Plus (2004), Sonic’s Ultimate Genesis Collection для Xbox 360 и PlayStation 3 (2009), Sonic Classic Collection (2010) для Nintendo DS, Sega Mega Drive and Genesis Classics для Linux, macOS, Windows, PlayStation 4, Xbox One и Nintendo Switch (компьютеры — 2010, консоли — 2018), и Sega 3D Classics Collection (2015) для Nintendo 3DS. В консольной версии Sonic Generations также можно поиграть в Sonic the Hedgehog. Ремастер 2013 года был включён в сборник Sonic Origins. В 2019 году игра появилась в библиотеки игр ретроконсоли Sega Mega Drive Mini.

## Музыка
Вся музыка в Sonic the Hedgehog была написана Масато Накамурой, одним из участников группы Dreams Come True. Над звуковыми эффектам работали Юкифуми Макино и Хироси Кубота. Накамура впервые принимал участие в создании компьютерной игры. Работа над сопровождением началась после предоставления музыканту демонстрационной версии Sonic the Hedgehog и консультаций с Sonic Team. Все мелодии были созданы на компьютере Atari. Композитор представлял себе, что он работает над полнометражным фильмом, и хотел придать игре немного драматизма. Также он черпал идеи, вдохновляясь хорошей графикой и отличным дизайном уровней. Хотя в консоли Mega Drive/Genesis могло звучать всего четыре звука, Накамура приложил множество усилий для создания музыки и получил удовольствие от процесса. После выпуска Sonic the Hedgehog композитор остался доволен проделанной работой и согласился продолжить сотрудничество с Sega для разработки Sonic the Hedgehog 2.
Долгое время музыкального альбома с саундтреком Sonic the Hedgehog не существовало. Лишь 19 октября 2011 года был выпущен альбом под названием Sonic the Hedgehog 1&2 Soundtrack (яп. ソニック・ザ・ヘッジホッグ 1&2 サウンドトラック Соникку дза Хэдзихоггу Ван то Цу Саундоторакку), приуроченный к 20-летию оригинальной игры. Состоящий из трёх дисков, он содержал в себе треки непосредственно из Sonic the Hedgehog, а также Sonic the Hedgehog 2 и несколько версий песни «Sweet Sweet Sweet» из Sonic the Hedgehog 2006 года. Кроме этого альбома, некоторые композиции из игры также вошли в музыкальные альбомы Sonic the Hedgehog 10th Anniversary (2001), History of Sonic Music 20th Anniversary Edition (2011) и Sonic the Hedgehog 25th Anniversary Selection (2016).
После выхода Sonic the Hedgehog критики оставили положительные отзывы о музыке игры. Высоко была оценена проделанная работа Масато Накамуры, ведущего композитора игры. Мелодии характеризовались как «величественные» и «удивительные», которые долго не забудутся игроками. Популярность музыки доказывает тот факт, что на YouTube до сих пор появляются ремиксы мелодий из Sonic the Hedgehog. Единственный сдержанный отзыв оставил обозреватель журнала Mean Machines, однако он положительно отозвался о звуковых эффектах. Тема уровня «Green Hill Zone» вошла в топы «Лучших тем из видеоигр всех времён», составленные журналистами сайтов ScrewAttack и Computer and Video Games. Композиции из игры, как оригинальные, так и ремиксы, впоследствии неоднократно звучали в различных играх серии.
| №                   | Название                      | Длительность |
| ------------------- | ----------------------------- | ------------ |
| 1.                  | «STH1 Green Hill Zone»        | 2:38         |
| 2.                  | «STH1 Marble Zone»            | 2:08         |
| 3.                  | «STH1 Spring Yard Zone»       | 2:10         |
| 4.                  | «STH1 Labyrinth Zone»         | 2:08         |
| 5.                  | «STH1 Star Light Zone»        | 2:26         |
| 6.                  | «STH1 Scrap Brain Zone»       | 2:36         |
| 7.                  | «STH1 Final Zone»             | 1:17         |
| 8.                  | «STH1 Special Stage»          | 1:32         |
| 9.                  | «STH1 Power Up»               | 0:58         |
| 10.                 | «STH1 1up»                    | 0:06         |
| 11.                 | «STH1 Title»                  | 0:11         |
| 12.                 | «STH1 All Clear»              | 0:20         |
| 13.                 | «STH1 Stage Clear»            | 0:09         |
| 14.                 | «STH1 Boss»                   | 1:23         |
| 15.                 | «STH1 Game Over»              | 0:15         |
| 16.                 | «STH1 Continue»               | 0:12         |
| 17.                 | «STH1 Staff Roll»             | 2:03         |
| 18.                 | «STH2 Emerald Hill Zone»      | 2:26         |
| 19.                 | «STH2 Chemical Plant Zone»    | 2:10         |
| 20.                 | «STH2 Aquatic Ruin Zone»      | 1:40         |
| 21.                 | «STH2 Casino Night Zone»      | 2:18         |
| 22.                 | «STH2 Hill Top Zone»          | 1:51         |
| 23.                 | «STH2 Mystic Cave Zone»       | 2:07         |
| 24.                 | «STH2 Oil Ocean Zone»         | 1:55         |
| 25.                 | «STH2 Metropolis Zone»        | 1:49         |
| 26.                 | «STH2 Mystic Cave Zone (2P)»  | 2:05         |
| 27.                 | «STH2 Casino Night Zone (2P)» | 1:55         |
| 28.                 | «STH2 Death Egg Zone (Part1)» | 2:10         |
| 29.                 | «STH2 Death Egg Zone (Part2)» | 2:18         |
| 30.                 | «STH2 Emerald Hill Zone (2P)» | 1:35         |
| 31.                 | «STH2 Sky Chase Zone»         | 1:38         |
| 32.                 | «STH2 Wing Fortress Zone»     | 1:59         |
| 33.                 | «STH2 Special Stage»          | 1:47         |
| 34.                 | «STH2 Power Up»               | 0:54         |
| 35.                 | «STH2 Title»                  | 0:12         |
| 36.                 | «STH2 All Clear»              | 1:16         |
| 37.                 | «STH2 Boss»                   | 2:14         |
| 38.                 | «STH2 Super Sonic»            | 1:16         |
| 39.                 | «STH2 Option»                 | 0:42         |
| 40.                 | «STH2 Staff Roll»             | 2:41         |
| 41.                 | «STH2 Game Results»           | 2:19         |
| 42.                 | «STH2 Unused Song»            | 2:02         |
| Общая длительность: | Общая длительность:           | 67:51        |

| №                   | Название                                   | Длительность |
| ------------------- | ------------------------------------------ | ------------ |
| 1.                  | «STH1 Green Hill Zone»                     | 2:37         |
| 2.                  | «STH1 Marble Zone»                         | 2:14         |
| 3.                  | «STH1 Spring Yard Zone»                    | 2:16         |
| 4.                  | «STH1 Labyrinth Zone»                      | 2:08         |
| 5.                  | «STH1 Star Light Zone»                     | 2:30         |
| 6.                  | «STH1 Scrap Brain Zone»                    | 2:41         |
| 7.                  | «STH1 Final Zone»                          | 1:24         |
| 8.                  | «STH1 Special Stage»                       | 1:32         |
| 9.                  | «STH1 1up»                                 | 0:07         |
| 10.                 | «STH1 Title»                               | 0:12         |
| 11.                 | «STH1 All Clear»                           | 0:24         |
| 12.                 | «STH1 Stage Clear»                         | 0:11         |
| 13.                 | «STH1 Boss»                                | 1:29         |
| 14.                 | «STH1 Game Over»                           | 0:22         |
| 15.                 | «STH1 Continue»                            | 0:13         |
| 16.                 | «STH2 Emerald Hill Zone»                   | 2:48         |
| 17.                 | «STH2 Chemical Plant Zone»                 | 2:29         |
| 18.                 | «STH2 Aquatic Ruin Zone»                   | 2:03         |
| 19.                 | «STH2 Casino Night Zone»                   | 2:23         |
| 20.                 | «STH2 Hill Top Zone»                       | 2:12         |
| 21.                 | «STH2 Mystic Cave Zone»                    | 2:26         |
| 22.                 | «STH2 Oil Ocean Zone»                      | 2:06         |
| 23.                 | «STH2 Metropolis Zone»                     | 2:21         |
| 24.                 | «STH2 Mystic Cave Zone (2P)»               | 2:02         |
| 25.                 | «STH2 Casino Night Zone (2P)»              | 2:03         |
| 26.                 | «STH2 Death Egg Zone (Part1)»              | 2:18         |
| 27.                 | «STH2 Death Egg Zone (Part2)»              | 2:22         |
| 28.                 | «STH2 Emerald Hill Zone (2P)»              | 1:45         |
| 29.                 | «STH2 Sky Chase Zone»                      | 1:49         |
| 30.                 | «STH2 Wing Fortress Zone»                  | 2:08         |
| 31.                 | «STH2 Special Stage»                       | 2:04         |
| 32.                 | «STH2 All Clear»                           | 1:23         |
| 33.                 | «STH2 Boss»                                | 2:26         |
| 34.                 | «STH2 Super Sonic»                         | 1:21         |
| 35.                 | «STH2 Option»                              | 0:40         |
| 36.                 | «STH2 Game Results»                        | 2:19         |
| 37.                 | «STH2 Unused Song»                         | 1:03         |
| 38.                 | «Theme of SONIC THE HEDGEHOG» (демоверсия) | 0:34         |
| 41.                 | «STH2 Unused Song»                         | 2:02         |
| Общая длительность: | Общая длительность:                        | 65:15        |

| №                   | Название                          | Музыка                 | Исполнитель             | Длительность |
| ------------------- | --------------------------------- | ---------------------- | ----------------------- | ------------ |
| 1.                  | «SWEET SWEET SWEET»               | Масато Накамура        |                         | 5:15         |
| 2.                  | «SWEET DREAM»                     | Масато Накамура        |                         | 5:14         |
| 3.                  | «SWEET SWEET SWEET -06 AKON MIX-» | Масато Накамура, Эйкон | Dreams Come True, Эйкон | 4:41         |
| 4.                  | «SWEET DREAM −06 AKON MIX-»       | Масато Накамура, Эйкон | Dreams Come True, Эйкон | 4:16         |
| Общая длительность: | Общая длительность:               | Общая длительность:    | Общая длительность:     | 19:26        |

## Оценки и мнения
| Сводный рейтинг    | Сводный рейтинг | Сводный рейтинг           | Сводный рейтинг | Сводный рейтинг | Сводный рейтинг | Сводный рейтинг |
| Издание            | Оценка          | Оценка                    | Оценка          | Оценка          | Оценка          | Оценка          |
| Издание            | GBA             | iOS                       | Mega Drive      | PS3             | Wii             | Xbox 360        |
| ------------------ | --------------- | ------------------------- | --------------- | --------------- | --------------- | --------------- |
| GameRankings       | 32,50 %         | N/A                       | 86 %            | 80 %            | N/A             | 77,80 %         |
| Metacritic         | 33/100          | N/A                       | N/A             | N/A             | N/A             | 77/100          |
| MobyRank           | N/A             | N/A                       | 90/100          | N/A             | N/A             | N/A             |
| Иноязычные издания |                 |                           |                 |                 |                 |                 |
| Издание            | Оценка          | Оценка                    | Оценка          | Оценка          | Оценка          | Оценка          |
| Издание            | GBA             | iOS                       | Mega Drive      | PS3             | Wii             | Xbox 360        |
| ACE                | N/A             | N/A                       | 925/1000        | N/A             | N/A             | N/A             |
| AllGame            | [ 48 ]          | [ 90 ]                    | [ 91 ]          | [ 92 ]          | N/A             | [ 93 ]          |
| CVG                | N/A             | N/A                       | 94/100          | N/A             | N/A             | N/A             |
| EGM                | N/A             | N/A                       | 9/10            | N/A             | N/A             | N/A             |
| Eurogamer          | N/A             | N/A                       | N/A             | N/A             | N/A             | 9/10            |
| GameSpot           | 2,5/10          | N/A                       | 7,3/10          | N/A             | N/A             | 7/10            |
| GameSpy            | [ 99 ]          | N/A                       | N/A             | N/A             | N/A             | N/A             |
| GamesRadar+        | N/A             | N/A                       | 10/10           | N/A             | N/A             | 8/10            |
| GameZone           | N/A             | 7/10                      | N/A             | N/A             | N/A             | N/A             |
| IGN                | N/A             | 7/10 (iPod) 6/10 (iPhone) | N/A             | N/A             | 8/10            | 7,4/10          |
| Nintendo Power     | 6/10            | N/A                       | N/A             | N/A             | N/A             | N/A             |
| ONM                | N/A             | N/A                       | N/A             | N/A             | 92 %            | N/A             |
| OXM                | N/A             | N/A                       | N/A             | N/A             | N/A             | 7,5/10          |
| Play (UK)          | 4/10            | N/A                       | N/A             | N/A             | N/A             | N/A             |
| HonestGamers       | N/A             | N/A                       | 7/10            | N/A             | N/A             | N/A             |
| Mean Machines Sega | N/A             | N/A                       | 92 %            | N/A             | N/A             | N/A             |
| Raze               | N/A             | N/A                       | 95/100          | N/A             | N/A             | N/A             |

После выхода игра Sonic the Hedgehog получила восторженные отзывы от критиков. На 2009 год по всему миру было продано свыше 15 миллионов экземпляров игры, ещё восемь миллионов пользователей загрузили её на свои мобильные устройства. Средняя оценка игры, составленная сайтом GameRankings, составляет 86 % для оригинала. Многие обозреватели сравнивали игру с Super Mario World для Super Nintendo. Sonic the Hedgehog не раз попадала в списки «лучших компьютерных игр». Сайты ScrewAttack и GameZone поместили её на пятое место среди лучших игр серии, а GamesRadar — на четвёртое. Редакция интернет-портала IGN в 2005 году поставила платформер на 63-е место в топ «100 популярных игр». В 2010 году Official Nintendo Magazine провёл опрос среди поклонников Соника на тему их любимых игр серии. По итогам этого опроса Sonic the Hedgehog заняла четвёртое место. В 2016 году игра попала во Всемирный зал славы видеоигр.
Важным достоинством игры критики посчитали графику. Обозреватель из Computer and Video Games похвалил разработчиков за использование прекрасных «живых» красок в спрайтах, анимации и фонах. Графика им же была названа самой лучшей на Genesis. В журналах GamePro и Mean Machines Sega из плюсов выделили «сногшибательные» и «великолепные» задние планы. В более поздних обзорах журналисты также положительно оценивали графику. По словам Джастина Тауэлла, обозревавшего в 2008 году старые проекты серии, отметил, что несмотря на возраст, картинка в Sonic the Hedgehog ничуть не устарела и в ней нет никакого намёка на «старость». Он резюмировал это следующими словами: «2D не стареет, в отличие от 3D…». Кристан Рид в своём обзоре сравнивал игру с мультфильмами. Грег Касавин и Лукас Томас писали, что проект до сих пор остаётся симпатичным и красочным, как никогда, а работа графического движка, в создание которого было вложено много труда, поражает великолепием как старых игроков, так и новичков.
Критики положительно отзывались о скоростном игровом процессе, который нигде ранее не встречался на других консолях. Представитель журнала Electronic Gaming Monthly сравнил скорость Соника с космическим кораблём «Энтерпрайз» из вселенной «Звёздного пути». В GamePro геймплей описали как «молниеносный», который, по словам рецензента из GameZone, заставит игроков проходить Sonic the Hedgehog по нескольку часов. Гэри Уитта (ACE) рекомендовал владельцам игры про Соника пригласить на её демонстрацию пользователей компьютеров Amiga и Atari ST с целью увидеть у них «медленно раскрывающуюся челюсть из-за скорости, о которой они никогда не мечтали». Уровни также считаются важным достоинством Sonic the Hedgehog. Большинству критиков понравился «Green Hill», чтобы у тех  привлекающий своими зелёными холмами и отсутствием большого числа роботов. Рецензенту из Mean Machines больше всего понравилась зона «Labyrinth»; дизайн уровней в общем он назвал «удивительным», а ловушки — «гениальными». Критик из IGN похвалил разработчиков Sonic Team за реиграбельность Sonic the Hedgehog, несмотря на небольшое количество локаций. Но некоторые обозреватели отрицательно отзывались о последних зонах игры по причине их сложного прохождения. В Mean Machines критик разочаровался из-за высокой вероятности потерять все собранные ранее кольца, однако добавил, что этот недостаток компенсируется многочисленными развилками на уровнях и различными секретами. Крег Касавин посоветовал в этом случае просто запомнить все особенности и ловушки, которые есть на уровнях, а Кристан Рид рекомендовал разработчикам создать систему сохранения.
Последующие переиздания Sonic the Hedgehog также получали положительные отзывы, но оценки были несколько ниже, чем у оригинала. Основная критика была направлена на высокую цену игры, но положительные отзывы получило управление через геймпад на приставках и сенсорный экран на мобильных устройствах. Негативные отзывы получило переиздание Sonic the Hedgehog Genesis за плохое портирование оригинала на Game Boy Advance, вследствие чего игроки получили тормозящий игровой процесс, плохие ремиксы песен, и опаздывающие на несколько секунд звуковые эффекты. Критик из GameSpot выдвинул версию, что разработчикам словно не дали времени на отладку, и поэтому вышел продукт низкого качества, а в GameSpy выход переиздания в честь 15-летнего юбилея серии назвали позором для Sega.

### Награды и номинации
В 1991 на Golden Joystick Awards Sonic the Hedgehog стала лучшей игрой года. В 1991 журнал Electronic Gaming Monthly также назвал Sonic the Hedgehog игрой года. На European Computer Trade Show (ECTS) получила награды за лучшую видеоигру и премию Going Live Viewers Award. В 1992 журнал Mega поставил Sonic на третье место в списке любимых игр для Mega Drive.

### Влияние
Решение Sega поставлять Sonic the Hedgehog в комплекте с консолью себя оправдало. Благодаря положительным отзывам от критиков и агрессивной рекламной кампании, люди начали массово покупать Mega Drive/Genesis, особенно в Северной Америке и Европе. Издательству удалось к декабрю 1991 года занять 50 % рынка игровых приставок, а в январе следующего года — уже 65 %. Но после выхода в 1994 году консоли PlayStation от Sony, в Sega начался упадок, закончившийся после окончания поддержки системы Dreamcast.
Многие элементы игрового процесса Sonic the Hedgehog (шипы, пружины, извилистые участки) использовались в последующих играх про Соника. Уровень «Green Hill» появился в Sonic Adventure 2, Super Smash Bros. Brawl, Sonic Generations, Sonic Mania и Sonic Forces. Некоторые разработчики, потрясённые сочетанием платформера и скорости прохождения, начали создавать свои проекты, похожие на Sonic the Hedgehog (Bubsy, Aero the Acro-Bat, Ristar, Earthworm Jim и Crash Bandicoot).
В ноябре 1992 года состоялся выход продолжения игры под названием Sonic the Hedgehog 2. Здесь появился друг Соника — лисёнок Тейлз, и уже вместе продолжили борьбу против доктора Роботника. Игры серии Sonic the Hedgehog выходят до сих пор. Проекты в разных жанрах разрабатывались как самой Sonic Team, так и другими компаниями. На ноябрь 2014 года было продано свыше 150 миллионов экземпляров игр. Помимо игр, в медиафраншизу входят комиксы, книги, мультфильмы, полнометражное аниме. По персонажам серии выпускаются игрушки и коллекционные фигурки. Помимо товаров, в 2010-х годах широкую известность получила крипипаста Sonic.exe, посвящённая якобы существующей взломанной версии игры Sonic the Hedgehog для PC, в которой Соник жестоко расправляется с другими персонажами в ходе прохождения и даже способен причинить вред игроку.